# أحمد حمدي الآقسكي
أحمد حمدي الآقسكي (بالتركية: Ahmet Hamdi Akseki)‏‏ (1887 في آق سكي - 9 يناير 1951 في أنقرة) هو عالمٌ مسلمٌ تُركي. درس في دار الفنون العثمانية ‏. تولى رئاسة منظمة الشؤون الدينية التركية في الفترة ما بين 29 أبريل 1947 حتى 9 يناير 1951، خلفًا لمحمد شرف الدين يالتقايا، وتولى بعده أيوب صبري خايرلي أوغلي.